# Rosello
Pour les articles homonymes, voir Rosello (homonymie).
Rosello est une commune italienne de la province de Chieti dans la région des Abruzzes en Italie.

## Administration
| Période                                  | Période | Identité | Étiquette | Qualité |
| ---------------------------------------- | ------- | -------- | --------- | ------- |
|                                          |         |          |           |         |
| Les données manquantes sont à compléter. |         |          |           |         |

### Hameaux
Giuliopoli

### Communes limitrophes
Agnone (IS), Borrello, Castiglione Messer Marino, pescopennataro (IS), Roio del Sangro, Villa Santa Maria